# Bryopsidales
Bryopsidales je red zelenih algi iz razreda Ulvophyceae. Sastoji se od dvanaest porodica, a ime je dobila po rodu Bryopsis.

## Današnje porodice
1. Bryopsidaceae Bory, 76 vrsta
2. Bryopsidales familia incertae sedis, 11 vrsta
3. Caulerpaceae Kützing, 113 vrsta
4. Chaetosiphonaceae Blackman & Tansley, 1 vrsta
5. Codiaceae Kützing, 190 vrsta
6. Derbesiaceae Hauck, 27 vrsta
7. Dichotomosiphonaceae G.M.Smith, 34 vrste
8. Dimorphosiphonaceae Shuysky, 2 vrste
9. Halimedaceae Link, 197 vrsta
10. Ostreobiaceae P.C.Silva ex Maggs & J.Brodie, 3 vrste
11. Pseudobryopsidaceae Cremen & al., 7 vrsta
12. Pseudoudoteaceae Dragastan, Richter, Kube, Popa, Sarbu & Ciugulea, 5 vrsta

### Porodice izbrisane u Algae Base
1. Pseudocodiaceae L.Hillis-Colinvaux
2. Rhipiliaceae Dragastan, D.K.Richter, Kube, Popa, Sarbu & Ciugulea
3. Udoteaceae J.Agardh